# Edward Teller
 Edward Teller  (Budapest, 15 de gener de 1908 - Stanford, Estats Units, 9 de setembre de 2003), fou un físic d'origen hongarès, naturalitzat estatunidenc a partir de 1941, país al qual havia emigrat el 1935 fugint de les persecucions de l'Alemanya de Hitler. Teller és especialment recordat per la vinculació a la fabricació de la bomba d'hidrogen, de manera que se li atribueix el sobrenom de pare de la bomba H. Com a figura pública va ser sempre controvertit. Va rebre importants honors i va ser criticat per uns quants dels seus col·legues.

## Biografia
Va estudiar Ciències Físiques a les universitats de Múnic i Leipzig i a l'Institut Tecnològic de Karlsruhe, i va fer un curs de postgrau en Copenhaguen amb Niels Bohr, pioner de la mecànica quàntica i de la física nuclear.
Teller va quedar marcat en la seva joventut per la revolució comunista de Béla Kun a Hongria i per la pèrdua d'una cama en un accident de circulació. Els seus treballs inicials estaven encaminats a l'estudi de les regles de selecció de la mecànica quàntica i va treballar en camps tan uns quants com la física de l'estat sòlid i la cosmologia.
Sent un físic de gran talent va adquirir una posició preeminent entre la comunitat científica estatunidenca. El 1939 va acompanyar Leó Szilárd a veure a Albert Einstein per persuadir d'escriure una carta al president Franklin Roosevelt en què li suggeria el desenvolupament d'un programa armamentístic nuclear davant el temor que l'alemanya nazi pogués desenvolupar aquestes armes. Poc després va formar part important d'un programa secret per al desenvolupament de la primera bomba atòmica. El nom d'aquest projecte era  Projecte Manhattan , i les seves instal·lacions principals estaven ubicades en una base construïda a aquest efecte en Los Álamos.
Teller va treballar amb Enrico Fermi (físic d'origen italià nacionalitzat estatunidenc) durant més de deu anys. Tots dos van col·laborar en el Projecte Manhattan i en altres projectes de les universitats de Chicago, Columbia, Los Alamos i Nou Mèxic.
Una de les actuacions més criticades de Teller és durant l'anomenada auditoria de seguretat promoguda per l'FBI on va formular una greu acusació al pare de la bomba atòmica Robert Oppenheimer assenyalat com a espia del comunisme, acusació que va tenir el suport de J. Edgar Hoover, fet que va provocar la sortida de l'escenari d'Oppenheimer i va deixar lliure Teller per a coproduir la bomba H, a la qual Oppenheimer s'oposava.
A partir de 1952 es va dedicar a la docència sent professor de física a la Universitat de Califòrnia fins a la seva jubilació el 1975. Entre els anys 1958 i 1960 va ser director del laboratori de radiació de la Universitat de Califòrnia, conegut avui com a  Laboratori Nacional Lawrence Livermore , un dels principals centres de recerca armamentístics dels Estats Units juntament amb el Laboratori Nacional Los Alamos. Després de la seva jubilació en l'ensenyament va continuar sent director emèrit d'aquest laboratori.
Va morir el 9 de setembre de 2003 als 95 anys, després de patir un infart, a la casa del campus universitari de la Universitat Stanford, on va ser en els seus últims anys un destacat investigador i defensor de la política energètica en la Institució Hoover. En vida havia estat un influent membre de l'Acadèmia Americana d'Arts i Ciències, l'Associació Americana per l'Avanç de la Ciència i de la Societat Nuclear Americana. Entre els honors més importants que va rebre en vida hi havia el Premi Albert Einstein, el Premi Enrico Fermi i la Medalla Nacional de Ciències. Menys de dos mesos abans de la seva mort va rebre la Medalla Presidencial de la Llibertat ( Presidential Medal of Freedom ) de mans del president George W. Bush.

## Edward Teller i la bomba H

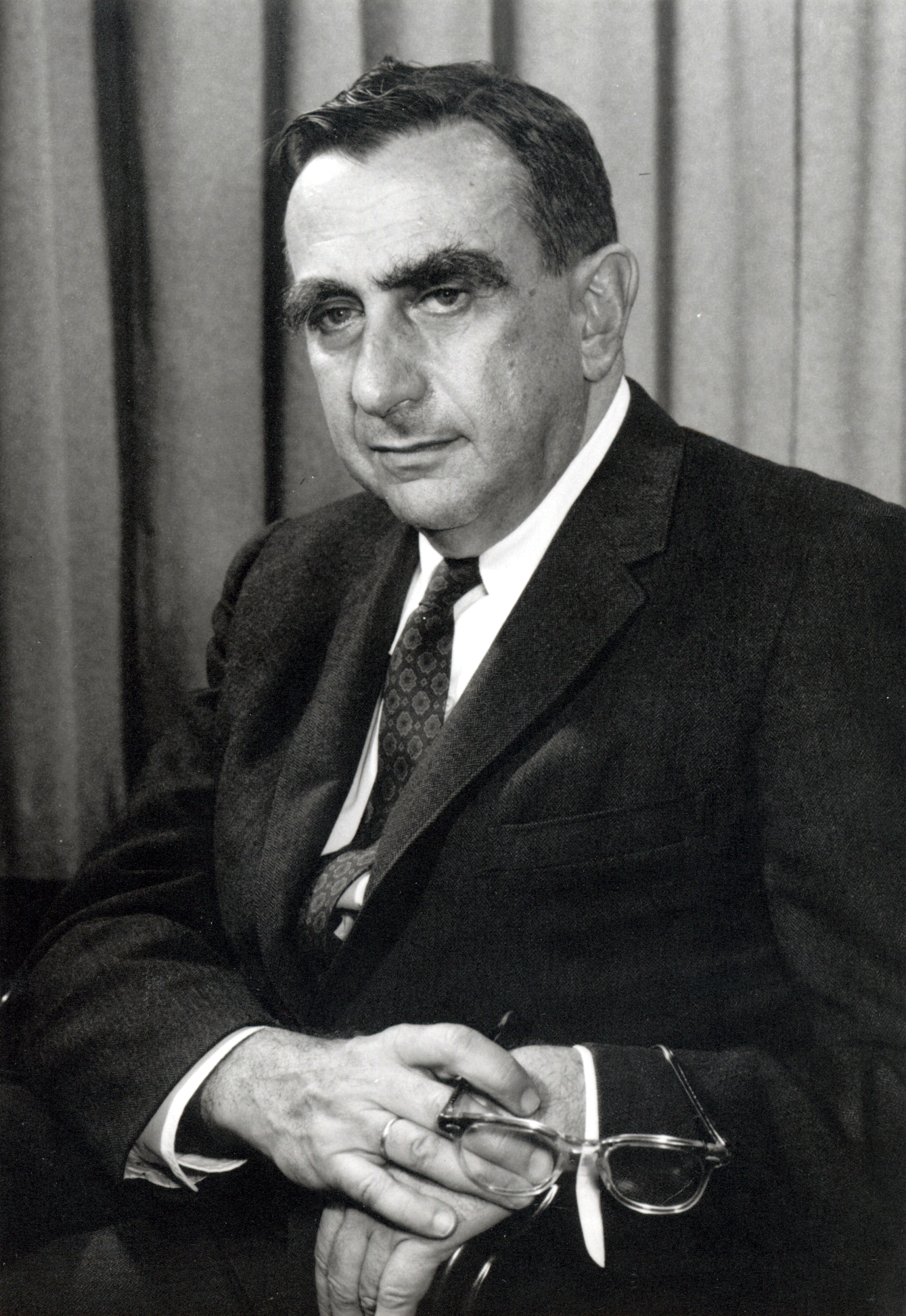
Edward Teller el 1958 com a director del Laboratori Nacional Livermore.

En unes declaracions que Teller va fer a la premsa deia que  «lamentava la decisió de Truman de llançar la bomba A sobre les ciutats japoneses" i concloïa que "haurien d'haver provat primer d'una manera que hagués impressionat prou els líders japonesos com per posar fi a la guerra». No obstant això, un cop acabada la Segona Guerra Mundial, Edward Teller va influir en el president Harry Truman, convençut de la necessitat de fabricar i posseir una potent bomba d'hidrogen per a proporcionar al país una defensa nacional forta i continuada capaç d'intimidar a la Unió Soviètica i de superar el desenvolupament d'armes nuclears de fissió.
Entre els seus principals opositors es trobava Robert Oppenheimer, antic director del Projecte Manhattan, però Oppenheimer va veure revocat el seu paper influent en la Comissió d'Energia Atòmica a causa d'acusacions de Teller sobre les inclinacions polítiques suposades de Oppenheimer.
Teller es va guanyar molts enemics causa de la seva personalitat recalcitrant, egòlatra i avassalladora i sobretot per les seves crítiques tendencioses als que ell considerés un obstacle per als seus fins.
La primera bomba d'hidrogen va ser llançada el novembre de 1952 a l'atol de Enewetak, a l'oceà Pacífic. En el desenvolupament d'aquest enginy termonuclear van ser destacades les contribucions de Teller, Stanisław Ulam, Hans Bethe (antic director de la divisió tècnica del Projecte Manhattan) i del jove físic Richard Garwin. Aquesta primera bomba H tenia una potència 2.500 vegades més gran que les bombes atòmiques llançades el 1945 en Hiroshima i Nagasaki.
Teller va arribar a ser parodiat en la pel·lícula de Stanley Kubrick  Doctor Strangelove  (Dr Strangelove or how I Learned to stop Worrying and love the bomb) en la qual Peter Sellers interpretava el paper del Doctor Strangelove, un fanàtic científic exnazi i anticomunista capaç de desencadenar una guerra nuclear sense reparar en les seves conseqüències.
Al llarg de la seva vida professional va tenir bastants enemics i opositors entre els ciutadans i entre els seus propis col·legues que el consideraven massa dur. Les antipaties i crítiques es van multiplicar en els anys 80, quan Teller exercí un important paper donant suport davant del president estatunidenc Ronald Reagan a un projecte de defensa antinuclear conegut com a Iniciativa de defensa estratègica i popularment com el projecte Guerra de les Galàxies .
Teller va ser també un dels primers científics a suggerir que l'explosió d'una arma nuclear en l'espai podria utilitzar-se per destruir o desviar de la seva trajectòria un asteroide en ruta de col·lisió amb la Terra.

## Mort i llegat

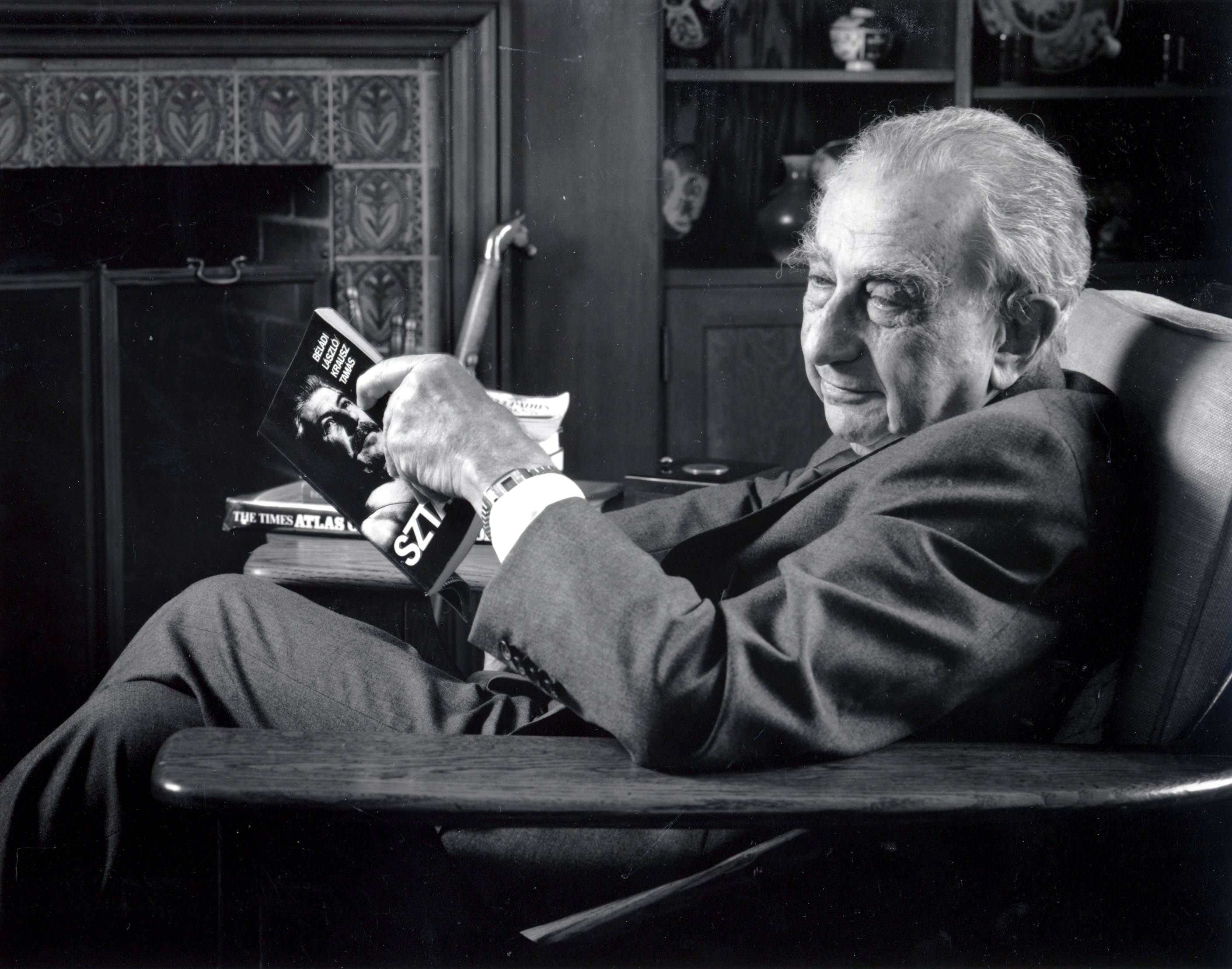
Edward Teller en els seus darrers anys

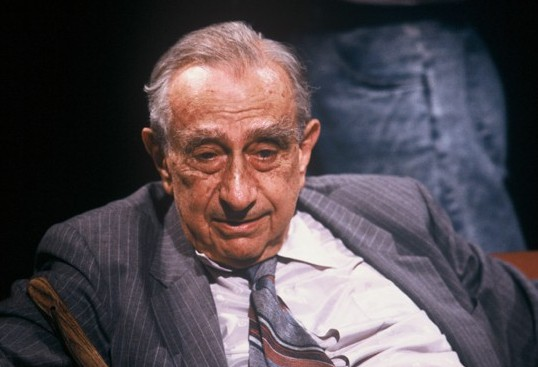
Apareix a la discussió televisiva britànica After Dark el 1987

Teller va morir a Stanford, Califòrnia, el 9 de setembre de 2003, a l'edat de 95 anys. Dos dies abans havia tingut un ictus i feia temps que patia diverses condicions relacionades amb la seva avançada edat.
L'enèrgica defensa de Teller de la força a través de les armes nuclears, especialment quan molts dels seus col·legues en temps de guerra van expressar més tard el seu pesar per la carrera armamentística, el va convertir en un objectiu fàcil per a l'estereotip del científic boig. El 1991 va ser guardonat amb un dels primers premis Ig Nobel per a la Pau en reconeixement dels seus «esforços de tota la vida per canviar el significat de la pau tal com la coneixem». També es rumorejava que era una de les inspiracions per al personatge del Doctor Strangelove a la pel·lícula satírica homònima de Stanley Kubrick de 1964. A l'esmentada entrevista de Scientific American de 1999, es va informar que s'havia eriçat davant la pregunta: «El meu nom no és Strangelove. No sé res sobre Strangelove. No m'interessa Strangelove. Què més puc dir?... Mira. Digues-ho tres vegades més i et faré fora d'aquest despatx».
El físic guanyador del premi Nobel Isidor I. Rabi va suggerir una vegada que «El món hauria estat millor sense Teller».
El 1981, Teller es va convertir en membre fundador del Consell Mundial de la Cultura. Un desig pel seu 100è aniversari, fet al voltant del seu 90è, era que els científics de Lawrence Livermore li fessin «excel·lents prediccions -càlculs i experiments- sobre l'interior dels planetes».
El 1986, va rebre el premi Sylvanus Thayer de l'Acadèmia Militar dels Estats Units. Va ser elegit membre de l'Acadèmia Nacional de Ciències dels Estats Units el 1948. Va ser membre de l'Acadèmia Americana de les Arts i les Ciències, l'Associació americana per l'avanç de la ciència, la Societat Nuclear Americana i la American Physical Society. Entre els honors que va rebre hi ha el premi Albert Einstein el 1958, el premi Golden Plate de l’American Academy of Achievement el 1961, el premi Enrico Fermi el 1962, la medalla Eringen el 1980, el Harvey Prize el 1975, la National Medal of Science el 1983, la Presidential Citizens Medal el 1989, i la Corvin Chain el 2001. També va ser nomenat com a part del grup de "Científics dels Estats Units" que van ser Persona de l'Any de la Revista Time per la revista Time el 1960, i un asteroide, 5006 Teller, porta el seu nom. El president George W. Bush li va concedir la Medalla Presidencial de la Llibertat el 2003, menys de dos mesos abans de la seva mort.
El seu article final, publicat pòstumament, defensava la construcció d'un prototip de reactor de tori de fluorur líquid. La gènesi i l'impuls d'aquest últim article va ser explicada pel coautor Ralph Moir el 2007.
Va ser interpretat per David Suchet a la minisèrie de televisió Oppenheimer de 1980 i per Benny Safdie a la pel·lícula biogràfica Oppenheimer de 2023.

## Obra
- Our Nuclear Future; Facts, Dangers, and Opportunities  (1958)
- Basic Concepts of Physics  (1960)
- The Legacy of Hiroshima  (1975)
- Energy from Heaven and Earth  (1979)
- The Pursuit of Simplicity  (1980)
- Better a Shield Than a Sword: Perspectives on Defense and Technology  (1987)
- Conversations on the Dark Secrets of Physics  (1991)
- Memoirs: A Twentieth-Century Journey in Science and Politics  (2001)